# Sofico
El Grup Sofico, o “Imperi Sofico”, era un conjunt d'empreses espanyoles la fallida del qual en 1974 va constituir un dels grans escàndols del franquisme, en el qual es van veure implicats ministres, militars i altres alts càrrecs de l'època.

## Orígens
Els orígens del Grup Sofico poden remuntar-se a 1962 quan, amb un capital de 15 milions de pessetes, es constituïa a Madrid la Sociedad Financera Internacional de Construcciones (Sofico), que el seu objectiu principal era construir, vendre i arrendar apartaments a la Costa del Sol, sobretot a Estepona. Aquesta societat era fruit de l'impuls d'Eugenio Peydró Salmerón, un emprenedor d'Almeria nascut en 1906 i que, abans de l'esclat de la Guerra Civil Espanyola, s'havia emprat en el comerç a Barcelona. Durant la guerra va treballar al costat del coronel José Ungría Jiménez en el servei d'informació del bàndol franquista, on va saber envoltar-se d'il·lustres personatges del règim. Posteriorment es va dedicar a diversos negocis: exportació, fabricació de material mòbil i més tard, construcció. A partir de la construcció muntarà Sofico.
Poc més tard crearà Sofico Inversiones per captar diners d'inversors pel qual pagava interessos d'un 10% i que era invertit sobre apartaments ja construïts i que es posaven a nom del comprador, però que eren llogats i administrats per Sofico.
En 1965, a les esmentades societats se sumaren dues més: Sofico Vacanciones i Sofico Atlas.
Al principi, la venda dels apartaments es realitzava després que estiguessin construïts totalment, però posteriorment la transacció es feia sobre plànols i es cobraven quantitats a compte, sovint fins a la totalitat del preu, perquè els futurs propietaris financessin la construcció.
Com així i tot els fons propis van resultar insuficients per a les necessitats d'expansió de les empreses del grup, Sofico va començar a captar recursos subscrivint contractes de compravenda sobre suposats apartaments, acabats o en construcció, quan la veritat és que en molts casos no havien començat les obres o no s'havia adquirit ni el solar, per la qual cosa en la majoria dels casos els apartaments van resultar ser ficticis.
Una vasta xarxa de persuasius venedors i una gran campanya de publicitat que garantia el 12% de rendibilitat neta anual (llavors la inflació no arribava als dos dígits) van semblar cimentar l'èxit dels negocis del grup. El problema era que, en realitat, amb l'operatòria normal no es reunia si més no els diners necessaris per abonar els interessos promesos als inversors. Aquesta situació va desembocar en una fugida cap endavant i Sofico va haver de comprar nous terrenys i vendre els corresponents apartaments sense construir per pagar la rendibilitat del 12%, la qual cosa va agreujar el procés deficitari.
Obligat a buscar nous ingressos, Peydró va idear la creació de filials a l'estranger, la qual cosa va augmentar les despeses i el dèficit, a més de generar actuacions irregulars en realitzar transvasaments de fons i divises sense comptabilitzar d'uns països a uns altres, i figurant en els contractes quantitats inferiors a les pagades pels compradors. Així, van veure la llum Sofico France, Sofico Great Britain, Sofico Deutschland, Sofico USA i Hispano Benelux.
En 1969, apareix Sofico Renta per captar a petits estalviadors, admetent participacions de 25.000 pessetes; es van emetre llavors 127.000 títols, pels quals es van obtenir 3.189 milions de pessetes. La inviabilitat de Sofico Renta era total, perquè el pagament del 12% de rendibilitat suposava un desemborsament anual de 380 milions, i l'única font d'ingressos era la subscripció de noves participacions. Aquest mateix any, el Ministeri d'Informació i Turisme va premiar els set anys de Sofico amb la “Medalla de Plata al Mèrit Turístic”.
Peydró es va valer de personalitats de relleu polític i social (especialment generals i magistrats) per integrar el consell d'administració del Grup Sofico. Així, a la fi de la dècada de 1960, aquest consell estava constituït per:
- President honorari: Luis Nieto Antúnez (Enginyer industrial, procurador en Corts i germà del Ministre de Marina, almirall Pedro Nieto Antúnez).

- Director general: Eugenio Peydró Salmerón.

- Vicepresidents: Rafael García Valiño (Tinent General); Antonio Gómez Moya (substituït a la seva defunció pel Tinent General Rafael Cavanillas Prosper).

- Vocals: Segismundo Martín Laborda (President de l'Audiència de Guadalajara i Conseller del Banc de València); Juan Losada Pérez (Coronel de la Guàrdia Civil i ExCap de Seguretat del propi Cap d'Estat Francisco Franco); Gustavo Navarro Daunic; José María López Pelegrín (Conseller del Banc de Crèdit Agrícola) en representació del Ministeri d'Hisenda, i Juan Marín Pariente (Tinent Coronel d'Intendència de l'Exèrcit de l'Aire).

Molts anys després, José Antonio Martín Pallín, fiscal que va investigar la fallida de Sofico, afirmaria referint-se a la majoria d'aquestes persones:
| « | Eren homes de palla que donaven imatge de solvència. Com a aforats que eren, vam elevar un suplicatori manifestant que existien en les seves conductes indicis racionals de criminalitat. Però no va haver-hi resposta a aquesta petició. Quan es va celebrar el judici, molts anys després, només es va actuar contra el creador de Sofico, Eugenio Peydró, i el seu fill. I tot va acabar en no res. | » |

## Esclata l'escàndol
A l'octubre de 1973, el Ministeri d'Hisenda va donar ordre de limitar la publicitat financera amb promeses de rendibilitat, que hauria de sotmetre's a l'aprovació administrativa. Sofico no va tornar a prometre el 12%, encara que va salvar la imatge basant-se en el fet que es complia la dotzena d'anys d'activitat i, a l'any següent, l'Agrupació Nacional d'Agències de Viatges va distingir a Sofico -juntament amb Iberia, Ota, Swissair i RENFE- amb un diploma per la labor realitzada en benefici de “la indústria turística”.
No obstant això, en 1974 comencen les dificultats per a la societat. Els seus directius insisteixen, a través dels mitjans d'informació, en la salut de l'empresa del "caballito del mar" -símbol de la companyia-. Però a partir de juliol, Sofico deixa de pagar la rendibilitat compromesa amb les seves comptes partícips. Peydró va ordenar diverses mesures perquè els compradors i rendistes no s'alarmessin, i Sofico va seguir venent apartaments sabent que no els podria lliurar mai.
El 28 de novembre d'aquest any, un creditor sol·licita la fallida de la societat. El 30 del mateix mes Sofico Renda presenta suspensió de pagaments en el jutjat. Dies abans, el setmanari Doblón titulava en la seva primera plana «Sofico, desnonat». Els dies 5, 9 i 11 de desembre presentaven la sol·licitud de suspensió de pagaments Sofico Inversiones, Sofico Servicios Turísticos i Sofico Vacaciones.
Informes de l'empresa presentaven un actiu global de les quatre empreses de 8.664 milions de pessetes, i un passiu de 7.496 milions de pessetes de l'època. Informes reservats assenyalaven que les xifres reals eren més aviat, un actiu de 783 milions i un passiu d'11.893 milions. El procés Sofico va començar immediatament. L'advocat Redrol, expert en temes mercantils, es va encarregar de la suspensió de pagaments per compte de Sofico. Donada la magnitud i implicacions del cas, van ser nomenats dos jutges especials, un per a l'àmbit penal i un altre per al civil, en les persones, respectivament, de Daniel Ferrer Martín, jutge degà de Madrid, i José Ignacio Fernández, magistrat de l'Audiència Provincial de Madrid.
En aquests moments, el Consell de les empreses del grup Sofico que presidia Eugenio Peydró, estava constituït per les següents persones::
- Rafael Cabanillas Prosper (vicepresident). Tinent General, excap d'Estat Major de l'Exèrcit i expresident del Consell Suprem de Justícia Militar. El vicepresident, en reiterades ocasions va insistir en rodes de premsa sobre la salut i vigor del grup.

- Hipólito Jiménez (secretari). Advocat.

- Eugenio Peydró Brillas (conseller delegat amb despatx d'executiu a la seu social del grup al carrer Claudio Coello de Madrid). Fill del president.

- Segismundo Martín Laborda (conseller). Magistrat, president de l'Audiència d'Albacete.

- José María López Pelegrín (conseller). Intendent d'Hisenda. Va sol·licitar la baixa en el Consell abans de produir-se la suspensió de pagaments al novembre de 1974.

- Juan Losada Pérez (conseller). Coronel de la Guàrdia Civil i exCap de Seguretat del Cap d'Estat.

- Juan Martín Pariente (conseller). Advocat i Tinent Coronel d'Intendència de l'Aire.

Aleshores ja havien mort Luis Nieto Antúnez, en el seu moment president honorari, i els generals García Valiño, Antonio Gómez Noya i Celestino Aranguren Bourgon que s'havien exercit com a consellers.
En maig de 1976, Eugenio Peydró Salmerón i el seu fill, Eugenio Peydró Brillas, van ser processats pel jutge Daniel Ferrer, acusats del delicte d'estafa, previst en l'article 529, número 1, del Codi Penal espanyol. A més, aquest jutge va decretar la presó provisional incondicional, comunicada, per a tots dos. Però, pocs mesos després van ser alliberats.

## Judici i condemnes
Recentment a l'octubre de 1987, tretze anys després d'iniciat el procés i després de diverses suspensions, va tenir lloc el judici per l'escàndol de Sofico. Els dos únics processaments que es van asseure en la banqueta van ser Eugenio Peydró Salmerón i el seu fill Eugenio Peydró Brillas, pels quals el fiscal va demanar penes de 12 anys de presó com a autors de delicte continuat de falsedat com a mitjà per cometre estafa. Van quedar fora de qualsevol responsabilitat els alts càrrecs del règim franquista que van integrar l'empresa, el processament de la qual no va ser autoritzat pel Tribunal Suprem, "en quedar constatat sense cap dubte que la direcció i decisions executives de totes les activitats financeres de Sofico les prenia personal i exclusivament Peydró Salmerón"
Eugenio Peydró Salmerón, va ser condemnat a nou anys de presó en ser considerat autor d'un delicte continuat de falsedat i un altre d'estafa, agreujada aquesta per l'elevat valor del frau i per afectar múltiples perjudicats. El seu fill va rebre una pena de dos anys i quatre mesos de presó, en concepte de còmplice dels mateixos delictes. El tribunal va condemnar també als dos acusats al pagament d'uns 5.000 milions de pessetes d'indemnitzacions, repartits entre 3.200 perjudicats. La sentència, que constava de 212 folis, precisava que la insolvència definitiva de Sofico, acreditada en les suspensions de pagament de Sofico Inversiones, Sofico Renta, Sofico Vacaciones i Sofico Servicios Turísticos, va ascendir a 8.182.555.731 de pessetes.
No obstant això, cap dels dos condemnats va anar a la presó, ja que tots dos van recórrer la sentència, i tampoc van pagar les indemnitzacions doncs havien estat declarats solvents parcials per una quantitat d'amb prou feines 22,5 milions de pessetes (uns 180.000 dòlars de l'època).
Eugenio Peydró Salmerón va morir als pocs dies de concloure el judici i en 1991 la Sala Segona del Tribunal Suprem espanyol va posar fi definitivament al cas Sofico, confirmant la sentència de l'Audiència Nacional que havia declarat únics responsables d'un dels majors escàndols financers del franquisme a l'esmentat Eugenio Peydró Salmerón i al seu fill.